# Лепотица и Звер (филм из 2014)
Лепотица и Звер (фр. La Belle et la Bête) је француско-немачки љубавно-фантастични филм из 2014. године. Режисер филма је Кристоф Ганс а главе улоге тумаче Венсан Касел, Леа Седу и Андре Дусолије.

## Радња
Трговац који је притом удовац, приморан је да се пресели у сеоски крај после банкрота, са шесторо деце, три сина и три ћерке. Његова најмлађа ћерка Бела једина је задовољна променом. Када се пронађе један од трговачких бродова, трговац се припрема да се врати и да поврати своју имовину. Док му две старије, размажене кћери дају дугачак списак скупих ствари које ће им донети натраг, Бела тражи само ружу. Трговац стиже и сазнаје да су брод и његов терет узети за подмиривање његових дугова. На путу кући кроз шуму, трговац губи пут, коњ пада и повређује се а вукови их нападају. Жали се да "нема ни оружје да докрајчи" јадног коња. Трговац наилази на чаробни замак Звери. У дворцу су се све његове потребе чаробно задовољиле, укључујући и храну, тачне предмете које су његове ћерке молиле да донесе и свог коња магично излечене. Спакује се и одлази са предметима. Пролазећи кроз башту сећа се Беллове молбе за ружу и он је узима. Одмах се суочава са Звери, који га вређа због узимања руже. Као казну, Звер захтева од трговца да се врати у дворац за један дан након што се опрости од своје деце. Ако се не врати, његова породица ће бити убијена. Отац се враћа кући и својој деци прича причу. Сазнавши за судбину свог оца, Бела, осећајући се одговорном, одводи очевог коња и враћа се у замак да се понуди на месту свог оца.
У замку је Бела прихваћена као замена за њеног оца. Пружају јој луксузне ствари и дозволу да лута по замку и имању, али мора се свако вече враћати на вечеру, а Звер је упозорава да не бежи. Ноћу, Бела има живописан сан, откривајући Принчеву позадину: он ужива у лову, али често игнорише принцезу (Ивонне Цаттерфелд) која га воли, али је усамљена. Принц је лови недостижног златног јелена а када га принцеза замоли да престане да лови јелене, обећао је да ће то учинити ако ће му она подарити сина. Бела се буди да би нашла Звер како је посматра пре него што одједном побегне. Бела истражује замак и на крају је пронашла статуу која наликује принцези из њеног сна. За вечером Звер показује прилично хладну атмосферу док је покушава шармирати, само да би га она одбила. Изненада заскочи Бела рекавши да ће је имати упркос њеном отпору. Касније она има још један сан: Принц најављује да ће он и принцеза имати наследника, али кад она га подсети на његово обећање, чини се да је он то заборавио. Током вечере, Звер се извињава због свог претходног понашања. Бела предлаже Звер; плесаће с њим, ако јој се дозволи да последњи пут види своју породицу. Њих двоје почињу да плешу усред свега а Звер тражи Белаину љубав. Бела пре тога захтева да види своју породицу док се ценкала с њим. Кад је Звер одбије, Бела га још једном ревносно одбије. Исте ноћи она  сведочи како Звер хвата и прождире свињу. У шоку, она покушава да побегне трчећи у очарану шуму само да би Звер стигла до ње на залеђеном језеру. Док је Бела изненада срушена и прикована, Звер покушава да је пољуби када се изненада лед испод ње пробије док она тоне у залеђено језеро. Звер ју извлачи из воде и враћа је у замак. Звер пристаје пустити Бела да се врати кући, дајући јој малу бочицу са лековитом водом. Каже јој да ће му се вратити за један дан или ће он "умрети".
Бела долази кући, где је њен отац лежао у кревету где се чини да умире. Молила се да се пробуди само да заспи. Белин најстарији брат, Максим пронашао је драгуљ на својој одећи, тврдећи да дворац можда садржи још блага. Жели да нађе још блага како би могао да измири свој дуг гангстеру Пердукасу. Он нокаутира свог најмлађег брата, Тристана, који га покушава зауставити, и састаје се с Пердукасом и његовом бандом, водећи их до дворца. Бела има последњи сан о томе како је Принц прекршио своје обећање и убио златног јелена. Док је умирала, јелен се трансформисао у принцезу, откривши да је нимфа шуме постала човек јер је желела да искуси љубав. Молила је оца, Бога шуме, да поштеди принца од његовог гнева. Али претворио је Принца у звер, променио ловачке псе у Тадума, а његове пријатеље - у статуе. Бог шуме прогласио је да ће само љубав према жени разбити вечну клетву Звери. Бела се буди и даје свом оцу бочицу воде, оживљавајући га. Покушава да се врати у замак и открива да је Максим повео коња на састанак са Пердукасом. Тристан је одводи у замак, стигавши баш кад Звер треба да убије окупаторе, укључујући и њену браћу. Звер заустави свој напад када Бела моли за милост. Пердукас убоде Звер и смртно га рани. Одједном, винова лоза продире око замка и уништава било шта на стазама. Пердукасова љубавница, Астрид, убије се када је напусти, али не пре него што га проклиње о својој судбини. Пердукас је убрзо убијен од винове лозе и претворен је у људско дрво. Бела и њена браћа носе Звер у замак и постављају га у лековити базен са водом. Умирећи, Звер га пита може ли га Бела икада волети а она каже да га већ воли. Звер потоне у воду, а затим се поново дигне, претварајући се натраг у Принца а Тадуми се поврате натраг у псе.
Бела своју причу прича својо малој деци. Живе у истој сеоској кући, окружени грмљем ружа, са Белиним оцем који је сада трговац цвећем. Бела излази напоље да поздрави свог супруга, Принца и њих двоје се пољубе и загрле на крају филма.

## Улоге
- Леа Седу као Бела
- Венсан Касел као Принц (Звер)
- Андре Дусолије као Белин отац, трговац
- Едуардо Нориега као Пердукас
- Николас Гоб као Максим
- Ивон Катерфелд као Принцеза

## Продукција
Филм се снимао углавном у Немачкој, у граду Бабелзберг почев од новембра 2012. до фебруара 2013. године са буџетом од 35 милиона долара. 

## Критика
У Француској је филм добијао углавном позитивне критике.  Француска телевизија је филм хвалила и назвала "правим успехом". Такође су приметили да је Ганс успешно одвојио филм од изворног материјала и претходних адаптација, задржавши "дух" оригиналне приче.
Док су француске критике биле позитивне, иностране су биле негативне. На сајту Ротен томејтоуз филм има рејтинг од 32%, заснован на 19 критика, а просечна оцена је 4,6 / 10.  На Метакритику који додељује нормализовану оцену од 100, филм има оцену 39 на основу 10 критика, што указује на „углавном неповољне критике“. 
Филмска индустрија IndieWire је назвала филм „неизмерно, погубно досадним“ док су за глумицу рекли да је учестовала у улози која је од ње захтевала да не учини ништа више од „подизања груди и падања над стварима“. 